# Epomops franqueti
Espèce
Synonymes
- Epomops comptus H. Allen, 1861[2]
- Epomops strepitans K. Andersen, 1910[2]
- Epomophorus franqueti Tomes, 1860

Répartition géographique
Statut de conservation UICN

LC : Préoccupation mineure
Epomops franqueti, la Chauve-souris de Franquet à épaulettes ou encore le Chien volant de Franquet[réf. souhaitée], est une espèce de Chiroptères africains de la famille des Pteropodidae.
Les fameuses épaulettes de cette chauve-souris sont des zones glandulaires qui libèrent des composés chimiques impliqués dans la communication entre individus, par l’odorat donc.

## Systématique
L'espèce Epomops franqueti a été initialement décrite en 1860 par le zoologiste anglais Robert Fisher Tomes (1823-1904) sous le protonyme d’Epomophorus franqueti.

## Description
Son pelage velu varie de l'orange foncé au brun foncé, son ventre est blanc, la face interne des ailes est jaune pâle et il possède des taches blanches sur les épaules, proéminentes, et qui forment des épaulettes. Les oreilles et le milieu du ventre sont également marqués de blanc. Les lèvres supérieures sont épaissies, et il n’a pas de queue. Les avant-bras mesurent de 8,5 à 10 cm (les mâles étant plus grands). Les mâles pèsent généralement entre 125 et 160 g et les femelles entre 75 et 130 g. Autre critère, plus difficile, il possède des crêtes dentelées distinctives et uniques à l'arrière de son palais. Notons aussi une voix très sonore et «musicale », produisant des “kurnk” ou “kyurnk”. Deux autres espèces du même genre, généralement moins abondantes, sont E. buettikoferi et E. dobsoni. La première se distingue de E. franqueti par un avant-bras plus long, sa plus grande longueur de crâne et une première molaire plus longue. Toutes deux sont également appelées chauves-souris à épaulettes. Ces trois espèces sont frugivores et consomment principalement, la nuit, des fruits, du nectar et des pétales de certaines fleurs, en faisant beaucoup de bruit en se nourrissant. E. franqueti est plus souvent solitaire que grégaire, surtout en zone boisée.

## Répartition et habitat
La Chauve-souris de Franquet se rencontre en Afrique de l'Ouest et centrale depuis la Côte d'Ivoire en passant par le Niger, le Nigeria et le Cameroun, jusqu'en Angola et en Zambie. Elle est courante dans la plupart des pays où elle réside, surtout en République démocratique du Congo, au Soudan, au Rwanda et en Ouganda. Ses habitats naturels sont tropicaux à subtropicaux : les forêts sèches, forêts de plaine humides, forêts de mangroves et marécages et la savane.

## Statut de conservation et pressions
C’est une espèce chassée par endroits, mais dont les populations sont plus ou moins stables. Elle a l’avantage d’avoir des populations dans des zones protégées où sa capture est uniquement due au braconnage. Elle est classée comme de préoccupation mineure par l'UICN.